# Arthur Ewert

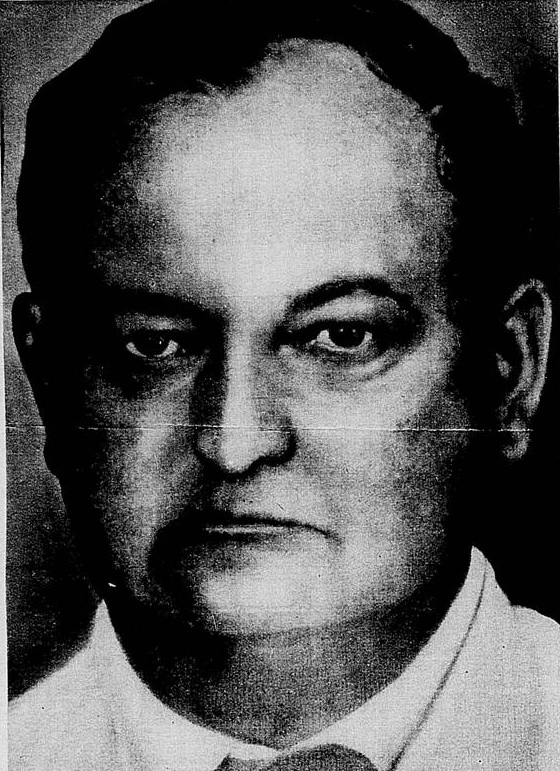
Arthur Ernest Ewert (1936)

Arthur Ewert (* 30. November 1890 in Heinrichswalde; † 3. Juli 1959 in Eberswalde, auch Harry Berger) war ein kommunistischer Politiker.

## Leben
Ewert ist Sohn eines ostpreußischen Kleinbauern, der sich durch ein hohes Bildungsstreben auszeichnete, welches er auch auf seinen Sohn übertrug. Nach der Absolvierung einer Sattlerlehre bei seinem Onkel in Berlin schloss sich Ewert 1908 der SPD an.
Im Mai 1914 emigrierte er mit seiner Lebensgefährtin und späteren Ehefrau Elisabeth Saborowski (1886–1940) nach Kanada, wo sich beide sozialistischen Gruppen anschlossen und ab 1914 an Antikriegsaktivitäten beteiligten.
Um der drohenden Internierung als Staatsbürger eines feindlichen Staates zu entgehen, ging das Paar in den politischen Untergrund. Sie reisten in Kanada und den USA und traten der neuen Socialist Party of North America (SPNA) 1915 bei. In der Partei nannten sie sich „Gustav“ und „Elsie“ und nutzten falsche kanadische Dokumente als „Arthur Brown“ und „Annie Bancourt“. Im Februar 1919 waren sie bei der versuchten Gründung einer kanadischen Kommunistischen Partei beteiligt, doch das Treffen wurde verraten und von der Polizei gesprengt.
Im Zuge einer Razzia anlässlich vermehrt auftretender kommunistischer Flugblätter, als deren Urheber ein Kreis um Arthur Ewert vermutet wurde, wurde das Paar im März 1919 in Toronto verhaftet und als "feindliche Ausländer" interniert. Ewert wurde noch im Mai in die USA abgeschoben, von wo aus er bald zurück Deutschland auswanderte. Anfang 1920 wurde auch Elisabeth Saborowski nach Deutschland abgeschoben. Beide traten der wenige Monate zuvor gegründeten KPD bei und heirateten 1922. In der KPD wurde Arthur Ewert 1921 hauptamtlicher Funktionär und 1923 ins Zentralkomitee gewählt und erstmals zur Kommunistischen Internationale in Moskau entsandt, außerdem leitete er den Parteibezirk Hessen. In dieser Zeit arbeitete er eng mit Heinz Neumann (1902–1937) und Gerhart Eisler (1897–1968) zusammen. Da er nach dem Hamburger Aufstand polizeilich gesucht wurde, ging Ewert in den Untergrund.
Bei den Wahlen zum Sächsischen Landtag im Oktober 1926 wurde er einer der vierzehn Abgeordneten der KPD. Am 22. März 1927 wurde seine Wahl durch Landtagsmehrheit für ungültig erklärt, da er keinen echten Wohnsitz in Sachsen habe. Ernst Scheffler (1891–1954) rückte für ihn nach. So blieb Ewert bis zur Reichstagswahl im Mai 1928 im Untergrund. Er gehörte wegen des guten Wahlergebnisses zu den 54 Abgeordneten der KPD im Reichstag. Nach seiner Wahl heiratete Ewert seine langjährige Lebensgefährtin Elisabeth Saborowski. Zur Mittelgruppe, dann zur Strömung der Versöhnler um Ernst Meyer (1887–1930) zählend, war Ewert um 1928 durch die Krankheit Meyers kurzzeitig faktisch nach Ernst Thälmann stellvertretender Parteivorsitzender, wurde aber nach der Wittorf-Affäre und dem 12. Parteitag 1929 im Rahmen der ultralinken Wende der KPD entmachtet.
Obwohl im Konflikt mit der KPD-Führung und Stalins Leitlinien blieb Ewert 1930 im Apparat der Kommunistischen Internationale in Moskau und wurde als zeitweiliger Vertreter des Exekutivkomitees der Komintern (EKKI) bei der KP Chinas und im Lateinamerika-Büro der Komintern in Buenos Aires bzw. Montevideo tätig; gemeinsam mit seiner Frau Elisabeth Saborowski-Ewert (Spitzname: Sabo) ging er Ende 1934 als vorgebliches US-amerikanisches Ehepaar Berger nach Brasilien, wo noch weitere Komintern-Mitarbeiter einreisten, darunter die Deutsche Olga Benario als „Ehefrau“ des als nationalen Führer ausersehenen früheren Hauptmanns der Brasilianischen Armee Luís Carlos Prestes. Sie sollten den in Moskau geplanten Aufstand gegen das Regime von Vargas im November 1935 anführen, der scheiterte. Ewert wurde im Dezember 1935 von der brasilianischen Polizei verhaftet, und schwer gefoltert. Er musste auch die Folterung und Vergewaltigung seiner Frau mitansehen, worauf er schließlich psychisch erkrankte. Auch die untergetauchten Prestes wurden 1936 verhaftet.
Elisabeth Saborowski-Ewert und die schwangere Olga Benario wurden als Deutsche ausgewiesen, der Gestapo übergeben und trafen Ende Oktober 1936 in Hamburg ein. Saborowski-Ewert starb 1939 im KZ Ravensbrück in einer Strafzelle.
Am 7. Mai 1937 wurde Ewert im eintägigen Hauptprozess gegen die 35 Anführer des Aufstandes zu 13 Jahren und 4 Monaten Haft verurteilt. Versuche amerikanischer Kommunisten, dem schwerkranken Ewert aus alter Verbundenheit einen amerikanischen Verteidiger zur Seite zu stellen, wurden von den brasilianischen Behörden im Zusammenwirken mit der US-Botschaft verhindert. Nur Prestes erhielt mit 16 Jahren 8 Monaten noch eine längere Strafe. Von den anderen Komintern-Mitarbeitern erhielten der Argentinier Rudolfo Ghioldi (1897–1985) und – in Abwesenheit – der angebliche Belgier Leon Vallée vier Jahre Haft. Der US-amerikanische Funker des Komintern-Teams, Victor Allen Barron, starb in der Haft angeblich durch Selbstmord nach Verrat der Gruppe. Die anderen Brasilianer erhielten nur kurze Strafen. Auch ein weiterer Prozess mit 121 Angeklagten endete mit geringen Strafen; nur ein junger Offizier wurde zum Tode verurteilt, der seinen Kommandeur erschossen hatte. Tausende, die offensichtlich nichts mit dem kommunistischen Putsch zu tun hatten, waren aber nach dem Putsch in Haft gewesen, waren misshandelt worden und die Berechtigung ihrer Festsetzung wurde nie gerichtlich überprüft. Schiffe wurden als Behelfsgefängnisse genutzt. Das Vargas-Regime nutzte einen angeblichen weiteren kommunistischen Umsturzplan zur Verhängung des Kriegsrechts, Absage von Wahlen, Ausschaltung aller politischen Organisationen und Errichtung einer Diktatur.
Der Aufstand scheiterte an einer Fehleinschätzung der Fähigkeiten und Bedeutung der brasilianischen Partei und der Fähigkeit Prestes, dem Hauptplaner des Umsturzversuches, weitere Anhänger zu mobilisieren. Der aus China kommende Ewert wurde erst spät in das Vorhaben eingebunden und erkannte die Mängel der Grundidee zu spät oder wollte sich nicht erneut in Widerspruch zur in Moskau beschlossenen Linie stellen. Die verheerenden Folgen für seine Frau konnte er offensichtlich nicht verarbeiten.

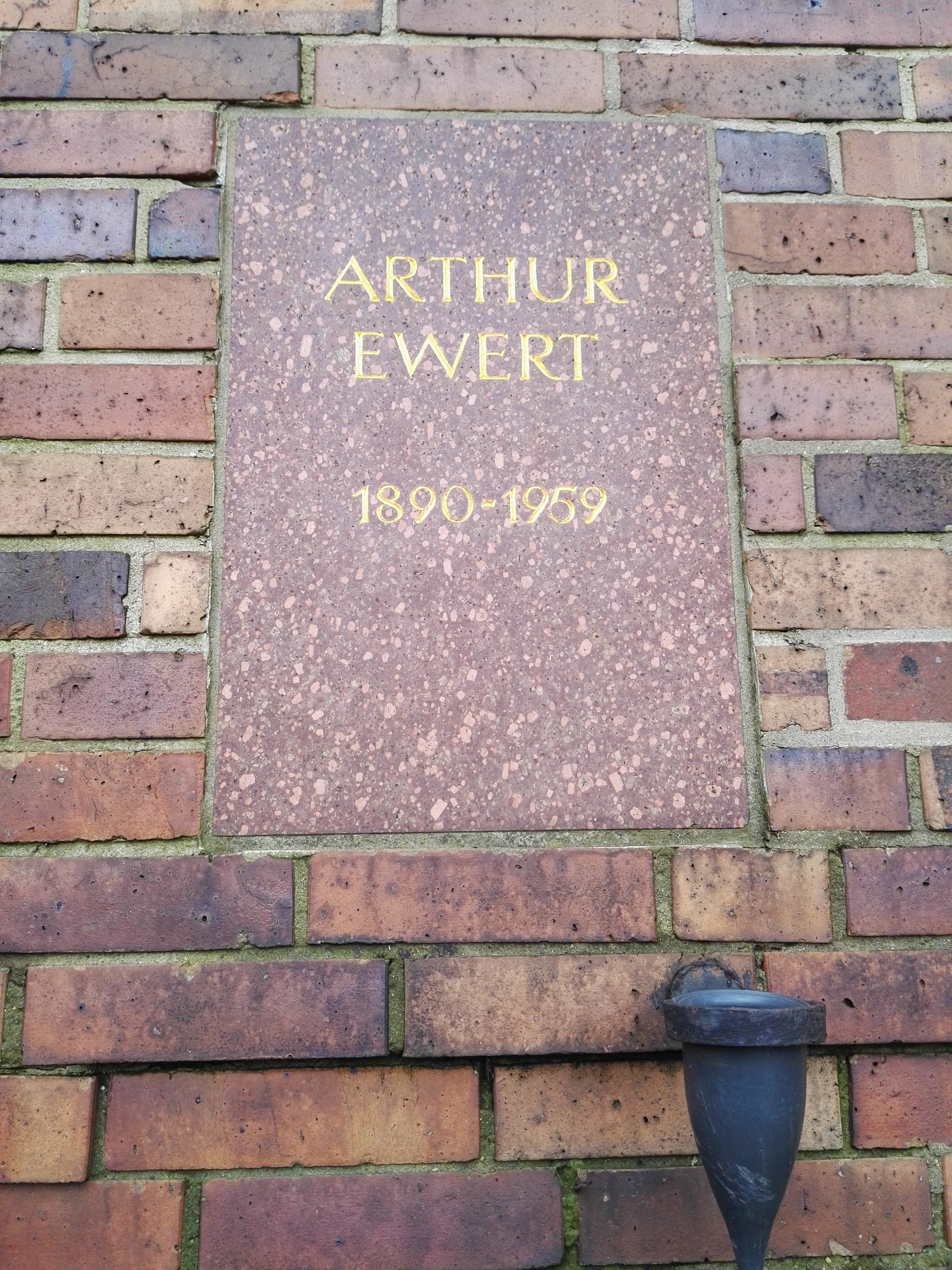
Grabstätte

1942 wurde Arthur Ewert in eine psychiatrische Klinik verlegt. Er wurde 1945 begnadigt und konnte 1947 in die SBZ ausreisen. Seine letzten Lebensjahre verbrachte er in geistiger Umnachtung in der Berliner Charité und anschließend ab August 1950 in einem Sanatorium in Eberswalde/DDR, wo er 1959 starb.

## Würdigungen
Ewerts Urne wurde in der Gedenkstätte der Sozialisten auf dem Zentralfriedhof Friedrichsfelde in Berlin-Lichtenberg beigesetzt. Die Grabrede hielt sein früherer enger Mitarbeiter Gerhart Eisler.
Die Deutsche Post der DDR gab 1981 zu seinen Ehren eine Sondermarke in der Serie Persönlichkeiten der deutschen Arbeiterbewegung heraus.

### Literarische Darstellung
Im Roman Exil der frechen Frauen hat Robert Cohen die Rolle Ewerts und seiner Frau Elisabeth bei den Ereignissen in Brasilien gestaltet.